# Harald V.
Harald V. (* 21. února 1937 Skaugum) je norský král. Na trůn nastoupil po smrti svého otce Olafa V. dne 17. ledna 1991. Narodil se v Skaugumu, v oblasti Asker poblíž Osla.
Harald byl třetím dítětem a jediným synem Olafa V. a Marty Švédské. V roce 1940, v důsledku německé okupace během druhé světové války, musela norská královská rodina do exilu. Harald strávil část dětství ve Švédsku a ve Spojených státech amerických. Roku 1945 se vrátil do Norska, a následně studoval na Univerzitě v Oslu, na Norské vojenské akademii a na Balliol College v Oxfordu.
Harald V. je formální hlavou Norska a zároveň nejvyšším představitelem Norské církve a vrchním velitelem Norských ozbrojených sil. Jako pravnuk krále Eduarda VII. je nepřímým bratrancem bývalé britské královny Alžběty II., a tudíž také teoreticky možným následníkem britského trůnu.
Král Harald V. má dvě starší sestry, princeznu Ragnhild (1930–2012; žila v Brazílii) a princeznu Astrid (narozenou 1932; žije v Oslu).

## Život

### Dětství a vzdělání

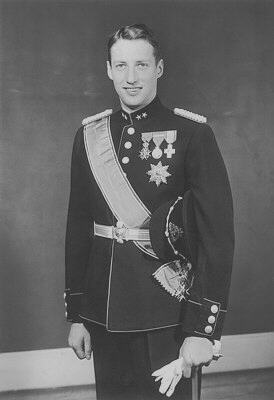
Harald jako korunní princ (rok 1955)

Když se princ Harald narodil v Skaugumu, byl prvním dědicem norského trůnu narozeným v Norsku po několika staletích. Malý princ byl pokřtěn v Královské kapli v Královském paláci v Oslu biskupem Johanem Lundem 31. března.
V roce 1940 musela celá královská rodina opustit domov kvůli německé invazi. Dramatická cesta na sever byla poznamenána německými snahami zabít krále bombardováním. Bylo rozhodnuto, že bude lepší rodinu rozdělit. Král a korunní princ Olaf měli zůstat v Norsku a korunní princezna se třemi dětmi se měla pokusit uniknout do Švédska. Její skupina dosáhla svého cíle v noci 10. dubna, ale ačkoli byla princezna Märtha narozena ve Švédsku, měla na hranicích problémy. Podle princezny Astrid a dalších přítomných byla prý s dětmi vpuštěna do země až poté, co řidič vyhrožoval vylomením brány. Ale když král a korunní princ žádali švédského ministra zahraničních věcí, zda mohou jednu noc nerušeně přespat ve Švédsku, byli odmítnuti.
Princ Harald strávil následující dny v Sälenu, poté byli přemístěni 16. dubna do domu prince Carla Bernadotta v Frötunu. 26. dubna se skupina přemístila do Drottningholmu poblíž Stockholmu. Prameny tvrdí, že král Gustav V. měl přátelský vztah ke svým norským hostům, ale téma války nebylo nadneseno. Avšak vlivní švédští politici, včetně ministra spravedlnosti Westmana, chtěli vrátit korunní princeznu a prince Haralda zpět do Norska, aby mohl být uznán králem německými okupanty. Král a princ chápali, že Švédsko není dobrým místem pro exil a začali plánovat přemístění zbytku rodiny do USA. Dne 17. srpna korunní princezna a její děti odpluli z Finska na palubě lodi American Legion.
Harald a jeho matka a sestry prožili válku ve Washingtonu D.C. Jeho otec Olaf a král Haakon pobývali spolu s exilovou vládou v Londýně. Mladý princ se setkal také s prezidentem Rooseveltem a navštívil norské vojáky cvičící ve Spojených státech a Kanadě. Od roku 1943 studoval na The White Hall Country School'. S končící válkou se rodina v roce 1945 vrátila do vlasti.
Na podzim 45. roku byl zapsán do třetího ročníku Smestad skole; byl prvním členem královské rodiny, který chodil na veřejnou školu. V roce 1955 vystudoval Oslo Katedralskole a na podzim téhož roku začal studovat na Univerzitě Oslo. Později vystudoval Norskou vojenskou akademii.
V roce 1960 vstoupil na oxfordskou Balliol College, kde dva roky studoval historii, ekonomii a politologii. V roce 1960 také učinil svou první oficiální zahraniční cestu, a to do Spojených států.

### Dospělost, kralování
Korunní princ Norska se stává královým zmocněncem ve věku 18 let. Harald se poprvé zúčastnil pravidelného vládního setkání – Státní rady – 27. září 1957 a přísahal na norskou ústavu 21. února 1958. Ve stejném roce také poprvé vládl jako regent v době královy nepřítomnosti.
Harald se oženil v roce 1968 se Sonjou Haraldsen; tato svatba vzbudila mnoho kontroverzí, poněvadž se jednalo o ženu „z lidu“. Mají dvě děti – princeznu Märthu Louise a korunního prince Haakona, budoucího dědice norského trůnu.
Král předsedá pravidelným pátečním vládním setkání (Státní rada) v Paláci v Oslu. Absolvuje také každý týden setkání s premiérem a ministrem zahraničí. Přijímá zahraniční vyslance a každé září otevírá jednání parlamentu. Dle norské ústavy jmenuje vládu, která musí mít podporu parlamentu (parlamentarismus v Norsku trvá od roku 1884), a jmenuje premiéra. V případě nejasné situace v parlamentu konzultuje své kroky s předsedou vlády a předsedou parlamentu. Intenzivně cestuje po Norsku a činí oficiální státní návštěvy. Udílí všechny státní pocty a řády.
Jako vášnivý námořník Harald reprezentoval Norsko na Olympijských hrách v jachtingu a byl vlajkonošem na zahajování letních olympijských hrách v Tokiu v roce 1964. Vybojoval bronz, stříbro i zlato na mistrovstvích světa. V červenci 2005 král zvítězil na evropském šampionátu ve Švédsku na královské plachetnici Fram XV. V roce 2007 získal na mistrovství světa šesté místo.

### Královo zdraví
Dvakrát během svého dosavadního kralování král musel dočasně zanechat vládnutí pro hospitalizaci a rekonvalescenci: od prosince 2003 do poloviny dubna 2004 kvůli rakovině močového měchýře a od dubna do začátku června 2005 kvůli stenóze aorty. Během těchto období vládl jako regent korunní princ Haakon. Král byl také znám jako vášnivý kuřák, kvůli svým diagnózám však zlozvyku rychle zanechal.

## Tituly a vyznamenání

### Královy funkce a čestné tituly
Král je hlavou Norské církve, čtyřhvězdičkovým generálem, admirálem a nejvyšším velitelem Norských ozbrojených sil. Pěchotní batalion – Stráž Jeho Veličenstva Krále – plní funkci osobní stráže krále a ostatních členů královské rodiny, hlídá královské rezidence, včetně Královského paláce a sídla korunního prince v Skaugumu, stejně tak Královské mauzoleum na hradě Akershus.
Dále je spolu se svou sestřenicí z druhého kolene, královnou Alžbětou II., patronem Anglo-norské společnosti v Londýně.

## Vývod z předků
|           |                       |  |                  |                                 |  |  |  |  |  |  |  | Kristián IX. |
|           |                       |  |                  |                                 |  |  |  |  |  |  |  |              |
|           | Frederik VIII. Dánský |  |                  |                                 |  |  |  |  |  |  |  |              |
|           |                       |  |                  |                                 |  |  |  |  |  |  |  |              |
|           |                       |  |                  | Luisa Hesensko-Kasselská        |  |  |  |  |  |  |  |              |
|           |                       |  |                  |                                 |  |  |  |  |  |  |  |              |
|           | Haakon VII.           |  |                  |                                 |  |  |  |  |  |  |  |              |
|           |                       |  |                  |                                 |  |  |  |  |  |  |  |              |
|           |                       |  |                  | Karel XV.                       |  |  |  |  |  |  |  |              |
|           |                       |  |                  |                                 |  |  |  |  |  |  |  |              |
|           | Luisa Švédská         |  |                  |                                 |  |  |  |  |  |  |  |              |
|           |                       |  |                  |                                 |  |  |  |  |  |  |  |              |
|           |                       |  |                  | Luisa Oranžsko-Nasavská         |  |  |  |  |  |  |  |              |
|           |                       |  |                  |                                 |  |  |  |  |  |  |  |              |
|           | Olaf V.               |  |                  |                                 |  |  |  |  |  |  |  |              |
|           |                       |  |                  |                                 |  |  |  |  |  |  |  |              |
|           |                       |  |                  | Albert Sasko-Kobursko-Gothajský |  |  |  |  |  |  |  |              |
|           |                       |  |                  |                                 |  |  |  |  |  |  |  |              |
|           | Eduard VII.           |  |                  |                                 |  |  |  |  |  |  |  |              |
|           |                       |  |                  |                                 |  |  |  |  |  |  |  |              |
|           |                       |  |                  | Viktorie                        |  |  |  |  |  |  |  |              |
|           |                       |  |                  |                                 |  |  |  |  |  |  |  |              |
|           | Maud z Walesu         |  |                  |                                 |  |  |  |  |  |  |  |              |
|           |                       |  |                  |                                 |  |  |  |  |  |  |  |              |
|           |                       |  |                  | Kristián IX.                    |  |  |  |  |  |  |  |              |
|           |                       |  |                  |                                 |  |  |  |  |  |  |  |              |
|           | Alexandra Dánská      |  |                  |                                 |  |  |  |  |  |  |  |              |
|           |                       |  |                  |                                 |  |  |  |  |  |  |  |              |
|           |                       |  |                  | Luisa Hesensko-Kasselská        |  |  |  |  |  |  |  |              |
|           |                       |  |                  |                                 |  |  |  |  |  |  |  |              |
| Harald V. |                       |  |                  |                                 |  |  |  |  |  |  |  |              |
|           |                       |  |                  |                                 |  |  |  |  |  |  |  |              |
|           |                       |  | Oskar I. Švédský |                                 |  |  |  |  |  |  |  |              |
|           |                       |  |                  |                                 |  |  |  |  |  |  |  |              |
|           | Oskar II. Švédský     |  |                  |                                 |  |  |  |  |  |  |  |              |
|           |                       |  |                  |                                 |  |  |  |  |  |  |  |              |
|           |                       |  |                  | Joséphine de Beauharnais mladší |  |  |  |  |  |  |  |              |
|           |                       |  |                  |                                 |  |  |  |  |  |  |  |              |
|           | Karel Švédský         |  |                  |                                 |  |  |  |  |  |  |  |              |
|           |                       |  |                  |                                 |  |  |  |  |  |  |  |              |
|           |                       |  |                  | Vilém Nasavský                  |  |  |  |  |  |  |  |              |
|           |                       |  |                  |                                 |  |  |  |  |  |  |  |              |
|           | Žofie Nasavská        |  |                  |                                 |  |  |  |  |  |  |  |              |
|           |                       |  |                  |                                 |  |  |  |  |  |  |  |              |
|           |                       |  |                  | Pavlína Württemberská           |  |  |  |  |  |  |  |              |
|           |                       |  |                  |                                 |  |  |  |  |  |  |  |              |
|           | Martha Švédská        |  |                  |                                 |  |  |  |  |  |  |  |              |
|           |                       |  |                  |                                 |  |  |  |  |  |  |  |              |
|           |                       |  |                  | Kristián IX.                    |  |  |  |  |  |  |  |              |
|           |                       |  |                  |                                 |  |  |  |  |  |  |  |              |
|           | Frederik VIII. Dánský |  |                  |                                 |  |  |  |  |  |  |  |              |
|           |                       |  |                  |                                 |  |  |  |  |  |  |  |              |
|           |                       |  |                  | Luisa Hesensko-Kasselská        |  |  |  |  |  |  |  |              |
|           |                       |  |                  |                                 |  |  |  |  |  |  |  |              |
|           | Ingeborg Dánská       |  |                  |                                 |  |  |  |  |  |  |  |              |
|           |                       |  |                  |                                 |  |  |  |  |  |  |  |              |
|           |                       |  |                  | Karel XV.                       |  |  |  |  |  |  |  |              |
|           |                       |  |                  |                                 |  |  |  |  |  |  |  |              |
|           | Luisa Švédská         |  |                  |                                 |  |  |  |  |  |  |  |              |
|           |                       |  |                  |                                 |  |  |  |  |  |  |  |              |
|           |                       |  |                  | Luisa Oranžsko-Nasavská         |  |  |  |  |  |  |  |              |
|           |                       |  |                  |                                 |  |  |  |  |  |  |  |              |

Harald V. je pravnuk britského krále Eduarda VII., dánského krále Frederika VIII. a švédského krále Oskara II.